# Премия «Юсси» за лучшую роль
Премия «Юсси» за лучшую роль (фин. Parhaan pääosan Jussi) присуждается ежегодно и вручается Объединением киножурналистов и работников кино Filmiaura с 2023 года. С 1944 по 2022 год вручалась премия «Юсси» за лучшую женскую роль и премия «Юсси» за лучшую мужскую роль.

## Лауреаты и номинанты
| Год церемонии | Актёр/Актриса   | Фильм                 | Роль                               |
| ------------- | --------------- | --------------------- | ---------------------------------- |
| 2023          | Сара Меллери    | «Кикка!»              | певица Кикка (1964—2005)           |
| 2023          | Леэа Клемола    | «Нехорошие женщины»   | Йоханна                            |
| 2023          | Ааму Милонофф   | «Девочки»             | Мимми                              |
| 2023          | Севери Сааринен | Laitapuolen hyökkääjä | хоккеист Марко Янтунен (род. 1971) |
| 2024          | Алма Пёюсти     | Neljä pientä aikuista | Юулиа                              |
| 2024          | Леэна Уотила    | «Время на семью»      | Элла                               |
| 2024          | Юсси Ватанен    | «Опавшие листья»      | Холаппа                            |
| 2025          | Аманда Янссон   | «Мая со Стормшера»    | Мая со Стормшера                   |
| 2025          | Йоэль Хирвонен  | Omenavarkaat          | Себастиан                          |
| 2025          | Рори Моллика    | «Себастьян»           | Макс                               |